# لوئیجی مارکیزیو
لوئیجی مارکیزیو (ایتالیایی: Luigi Marchisio; ۲۶ آوریل ۱۹۰۹ – ۳ ژوئیهٔ ۱۹۹۲) دوچرخه‌سوار اهل ایتالیا بود.